# Sugar! (Někdo to rád horké)

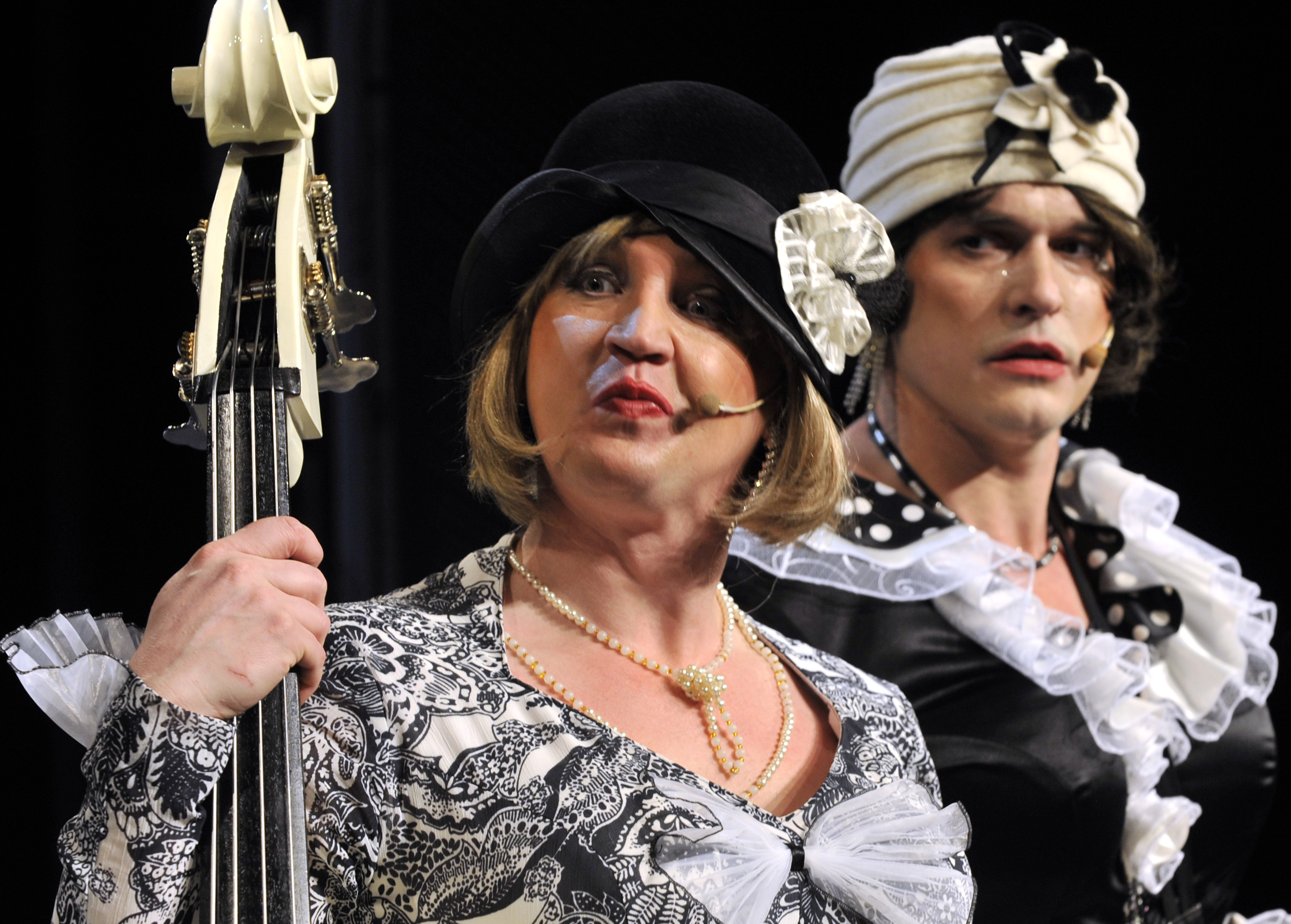
Joe a Jerry (Milan Němec a Petr Štěpán) v podání MdB

Sugar! (Někdo to rád horké) je americký muzikál. Scénář napsal Peter Stone, hudbu Jule Styne a texty písní Bob Merill. Vznikl na základě legendárního filmu Někdo to rád horké s Marilyn Monroe z roku 1959. Muzikál měl premiéru na Broadwayi v Majestic Theatre dne 9. dubna 1972 pod názvem Sugar, pozdější inscenace však namísto toho nebo vedle toho používaly název filmu Some Like It Hot. V České republice měl muzikál premiéru v roce 1986 a postupně jej uvedla řada divadel.

## Filmová předloha
Scénář, kterým se inspiroval tento muzikál napsal Billy Wilder společně s I.A.L Diamondem. Děj zasazují do Chicaga roku 1929, kde se dva mladí muzikanti stanou svědky masakru na den svatého Valentýna. Utíkají před svými pronásledovateli a převlečou se za ženy. Wilder dokázal herce vést k citlivým proměnám rolí: např. Tony Curtis alias Joe, který poté, co nahlédne do světa ženy, s nimi dokonce i soucítí.
Aby Wilder podpořil poetiku filmu odkazujícího na gangsterky 30. let, rozhodl se film natočit černobílý. Měl k tomu i pádné důvody, kamerové zkoušky se natáčely barevně, aby se zjistilo, jak budou nalíčení herci před kamerou vypadat. Wilder si uvědomil, že kdyby byl film natočen barevně, líčení by až příliš vynikalo a film by byl označen jako vulgární.

## Děj
Píše se rok 1929 a dva muzikanti Joe a Jerry jsou na útěku před bandou gangsterů. Převléknou se za ženy a putují spolu s dívčí kapelou na Floridu. Zde se seznámí se zpěvačkou Pusinkou Kovalczykovou, do které se Joe ihned zamiluje. O Joea alias Josefinu začne mít zájem mladý hotelový poslíček Bellhop a o Jerryho alias Dafne obstarožní a neodbytný milionář Osgood Felding.

## Sugar! na českých scénách
Česká premiéra muzikálu se konala 1. dubna 1986 v Hudebním divadle v Karlíně v překladu Iva Osolsobě a Vladimíra Fuxe a v režii Petra Novotného, v roli Sugar Kane se střídaly Pavla Břínková, Jana Paulová a Galla Macků. Nová karlínská inscenace byla uvedena roku 1997.
Od počátku 90. let 20. století se muzikál hrál na řadě dalších českých jevišť: Státní divadlo Ostrava (1993), Divadlo J. K. Tyla Plzeň, Národní divadlo v Brně (1995), Moravské divadlo Olomouc (1997), Slovácké divadlo Uherské Hradiště (1999, znovu 2006), Východočeské divadlo Pardubice (2003), Městské divadlo Kladno (2004), Severočeské divadlo opery a baletu Ústí nad Labem (2006), Slezské divadlo Opava (2007), Městské divadlo Most (2007), Národní divadlo moravskoslezské Ostrava (2007), Divadlo Metro Praha (2008), Divadlo pod Palmovkou Praha (2009), Divadlo F. X. Šaldy Liberec (2009) a Městské divadlo Brno (2011).

### Brněnská verze
Tato muzikálová komedie se hraje na činoherní scéně Městského divadlo Brno a trvá 2 hodiny a 55 minut (jedna dvacetiminutová přestávka). Celé jeviště je laděno do komiksové podoby, kulisy i kostýmy jsou černobílé. Vynikají jen detaily, např. rudá růže. Hudební doprovod obstarává živý orchestr pod vedením Ondřeje Tajovského.

#### Obsazení[5]
| Mária Lalková nebo Ivana Odehnalová | Sugar Kane          |
| Petr Štěpán nebo Roman Vojtek       | Joe (Josefina)      |
| Milan Němec nebo Aleš Slanina       | Jerry (Dafne)       |
| Lenka Janíková nebo Pavla Vitázková | Sladká Sue          |
| Michal Isteník                      | Bienstock           |
| Jan Apolenář nebo Jan Mazák         | Sir Osgood Fielding |
| Tomáš Sagher                        | Psí dečka           |
| Tereza Martinková                   | Mary Lou            |
| Zdeněk Bureš                        | Malý Bonaparte      |